# Campeonato Mundial de Atletismo em Pista Coberta de 2010 - Salto com vara masculino
A prova do salto com vara masculino do Campeonato Mundial de Atletismo em Pista Coberta de 2010 foi disputada entre 12 e 13 de março no ASPIRE Dome, em Doha.

## Recordes
Antes desta competição, os recordes mundiais e do campeonato nesta prova eram os seguintes:
| Tipo                  | Atleta                     | Marca  | Local            | Data                                  |
| --------------------- | -------------------------- | ------ | ---------------- | ------------------------------------- |
|                       | Sergey Bubka               | 6,15 m | Donetsk          | 21 de fevereiro de 1993               |
| Recorde do campeonato | Sergey Bubka Jean Galfione | 6,00 m | Sevilha Maebashi | 9 de março de 1991 6 de março de 1999 |

## Medalhistas
| Ouro                | Prata            | Bronze                 |
| Steven Hooker (AUS) | Malte Mohr (GER) | Alexander Straub (GER) |

## Resultados

### Eliminatórias
Estes são os resultados das eliminatórias. Classificaram-se para a final todos os que atingiram 5,75 metros (Q) ou, no mínimo, oito atletas com as melhores marcas (q).
| Pos. | Atleta                      | 5.30 | 5.45 | 5.60 | Res. | Notas                |
| ---- | --------------------------- | ---- | ---- | ---- | ---- | -------------------- |
| 1    | AUS Steven Hooker           | -    | -    | o    | 5.60 | q                    |
| 1    | CZE Michal Balner           | -    | o    | o    | 5.60 | q                    |
| 1    | GRE Konstantinos Filippidis | o    | o    | o    | 5.60 | q                    |
| 1    | USA Derek Miles             | -    | o    | o    | 5.60 | q                    |
| 5    | GER Malte Mohr              | -    | xo   | o    | 5.60 | q                    |
| 6    | RUS Dmitry Starodubtsev     | o    | -    | xo   | 5.60 | q                    |
| 7    | GER Alexander Straub        | -    | xo   | xo   | 5.60 | q                    |
| 8    | POL Lukasz Michalski        | xxo  | -    | xo   | 5.60 | q                    |
| 9    | GBR Steven Lewis            | xo   | xxo  | xxo  | 5.60 | q                    |
| 10   | FRA Renaud Lavillenie       | -    | o    | xxx  | 5.45 |                      |
| 10   | ITA Giuseppe Gibilisco      | -    | o    | xxx  | 5.45 |                      |
| 10   | KOR Kim Yoo-Suk             | o    | o    | xxx  | 5.45 |                      |
| 13   | RUS Aleksandr Gripich       | xo   | o    | xxx  | 5.45 |                      |
| DSQ  | BEL Kevin Rans              | -    | xo   | xxx  | 5.45 | Doping               |
| 14   | UKR Maksym Mazuryk          | o    | xo   | xxx  | 5.45 |                      |
| 14   | USA Timothy Mack            | -    | xo   | xxx  | 5.45 |                      |
| 16   | CHN Yang Yansheng           | o    | xxx  |      | 5.30 |                      |
| 17   | BUL Spas Bukhalov           | xxo  | xxx  |      | 5.30 | Recorde da temporada |
| 17   | FRA Damiel Dossévi          | xxo  | xxx  |      | 5.30 |                      |

### Final
Estes são os resultados da final:
| Pos               | Atleta                      | 5.45 | 5.55 | 5.65 | 5.70 | 5.75 | 5.80 | 5.85 | 6.01 | 6.16 | Res. | Notas                 |
| ----------------- | --------------------------- | ---- | ---- | ---- | ---- | ---- | ---- | ---- | ---- | ---- | ---- | --------------------- |
| Medalha de ouro   | AUS Steven Hooker           | -    | -    | -    | o    | -    | o    | -    | xxo  | xxx  | 6.01 | Recorde do campeonato |
| Medalha de prata  | GER Malte Mohr              | -    | o    | -    | xo   | -    | -    | xxx  |      |      | 5.70 |                       |
| Medalha de bronze | GER Alexander Straub        | o    | -    | o    | xxx  |      |      |      |      |      | 5.65 |                       |
| 4                 | GRE Konstantinos Filippidis | o    | o    | xxo  | xxx  |      |      |      |      |      | 5.65 |                       |
| 4                 | USA Derek Miles             | o    | -    | xxo  | xxx  |      |      |      |      |      | 5.65 |                       |
| 6                 | CZE Michal Balner           | o    | -    | xxx  |      |      |      |      |      |      | 5.45 |                       |
| 6                 | RUS Dmitry Starodubtsev     | o    | -    | xxx  |      |      |      |      |      |      | 5.45 |                       |
| 6                 | GBR Steven Lewis            | o    | -    | xxx  |      |      |      |      |      |      | 5.45 |                       |
| 9                 | POL Lukasz Michalski        | xo   | -    | xxx  |      |      |      |      |      |      | 5.45 |                       |

Legenda
| Recorde mundial       | Recorde mundial (World record)               |                       | Recorde africano                      | Recorde africano (African) |                                           | Q | Classificado por posição (Qualified) |
| Recorde do campeonato | Recorde do campeonato (Championship record)  | Recorde da América    | Recorde da América (Americas)         | q                          | Classificado por melhor tempo (Qualified) |   |                                      |
| Melhor marca do ano   | Melhor marca do ano (World leading)          | Recorde asiático      | Recorde asiático (Asian)              | DNS                        | Não largou (Did not start)                |   |                                      |
| Recorde nacional      | Recorde nacional (National record)           | Recorde europeu       | Recorde europeu (European)            | DNF                        | Não terminou (Did not finish)             |   |                                      |
| Recorde pessoal       | Recorde pessoal do atleta (Personal best)    | Recorde da Oceania    | Recorde da Oceania (Oceania)          | DSQ / DQ                   | Desclassificado (Disqualified)            |   |                                      |
| Recorde da temporada  | Recorde da temporada do atleta (Season best) | Recorde sul-americano | Recorde sul-americano (South America) | NM                         | Sem marca (No mark)                       |   |                                      |